# Трети Доктор
Третият Доктор е инкарнация на Доктора, главният герой в британския научнофантастичен сериал Доктор Кой. Ролята е изиграна от актьора Джон Пъртуий.
Първоначалният му спътник е учената от UNIT Лиз Шоу (Каролайн Джон), която безцеремонно напуска компанията на Доктора между епизодите, за да бъде заменена от Джо Грант (Кейти Манинг), която продължава да пътува с Доктора, след като той си връща ТАРДИСа. Последната му спътничка е храбрата журналистка Сара Джейн Смит (Елизабет Слейдън), която е става най-дългогодишната спътничка на Доктора.